# ثنائي كبريتيد السيليكون
ثنائي كبريتيد السيليكون هو مركب كيميائي صيغته SiS2، ويوجد على شكل صلب أبيض.

## التحضير
يمكن أن يحضر المركب من تفاعل ثنائي أكسيد السيليكون مع كبريتيد الألومنيوم عند درجات حرارة تتراوح بين 1200 إلى 1300 °س.
{\displaystyle \mathrm {3\ SiO_{2}+2\ Al_{2}S_{3}\longrightarrow 3\ SiS_{2}+2\ Al_{2}O_{3}} }
كما يمكن التحضير من التفاعل المباشر بين عنصري الكبريت والسيليكون.

## الخواص
يوجد المركب في الشروط القياسية على هيئة صلب بلوري أبيض، وهو يتفاعل عند التماس مع الماء ليحرر كبريتيد الهيدروجين H2S.
{\displaystyle \mathrm {SiS_{2}+2\ H_{2}O\longrightarrow SiO_{2}+2\ H_{2}S} }
للمركب بنية بوليميرية وهي مكونة من سلاسل رباعيات سطوح مشتركة بالحرف. في الأمونيا السائلة يتفاعل هذا المركب ليشكل معقدات أمينية مع الثيوسيليكات؛ أما مع الإيثانول فيعطي ألكوكسيد رباعي إيثيل أورثو السيليكات وكبريتيد الهيدروجين.

## الوفرة الطبيعية
يعتقد أن ثنائي كبريتيد السيليكون قد يكون داخلاً في تركيب بعض الأجرام النجمية.